# カーリー・ロイド (バレーボール)
カーリー・エレン・ロイド（Carli Ellen Lloyd、1989年8月6日 - ）は、アメリカ合衆国の女子バレーボール選手。アメリカ合衆国代表。

## 来歴
高校時代にバレーボールを開始し、2007年にカリフォルニア大学バークレー校に進学した。大学時代には2010年のNCAA女子バレーボール選手権でMVPに選ばれた。
2011年、アメリカ代表に初選出される。同年のパンアメリカンゲームではB代表の正セッターとして銅メダル獲得に貢献した。2011-12シーズンはイタリアセリエＡの強豪Yamamay Busto Arsizioに加入すると、CEVカップ、コッパ・イタリアで金メダルを獲得した。2012-13シーズンには欧州チャンピオンズリーグで銅メダルを獲得した。
2012年のパンアメリカンカップで金メダルを獲得した。2014-15シーズンからはロコモティフ・バクーに移籍した。2015年、パンアメリカンカップで2大会ぶりの優勝に貢献すると、自身もベストセッター賞を受賞した。
2016年4月の2015/16 欧州チャンピオンズリーグにて所属するCasalmaggioreの正セッターとしてチームを牽引し、同チームを優勝へ導き、自身もベストセッター賞を受賞した。同年のワールドグランプリで銀メダルを獲得し、同年8月のリオ五輪では銅メダルを獲得した。2017年にはアメリカ代表の主将を務めた。2018年の世界選手権で代表を引退した。
2025年に開幕予定のリーグ・ワン・バレーボールではオースティン所属となることが発表されている。

## 球歴
- オリンピック - 2016年
- 世界選手権 - 2018年
- グラチャン - 2017年
- ワールドグランプリ - 2016年、2017年
- ネイションズリーグ - 2018年
- パンアメリカンカップ - 2012年

## 受賞歴
- 2015年 パンアメリカンカップ ベストセッター賞
- 2016年 2015/16 欧州チャンピオンズリーグ ベストセッター賞
- 2016年 世界クラブ選手権 ベストセッター賞

## 所属クラブ
- カリフォルニア大学バークレー校（2007-2010年）
- Yamamay Busto Arsizio（2011-2013年）
- イモコ・バレー（2013-2014年）
- ロコモティフ・バクー（2014-2015年）
- カザルマッジョーレ（2015-2017年）
- Grêmio Recreativo Barueri（2017-2018年）
- プライア・クルーベ（2018-2019年）
- エジザージュバシュ（2019-2020年）
- カザルマッジョーレ（2020-2021年）
- アスリーツ・アンリミテッド（2021-2022年）
- FVブスト・アルシーツィオ（2022-2023年）
- Cangrejeras de Santurce（2023-2024年）
- LOVBオースティン （2024年-）